# Centre de formation militaire de Kaboul

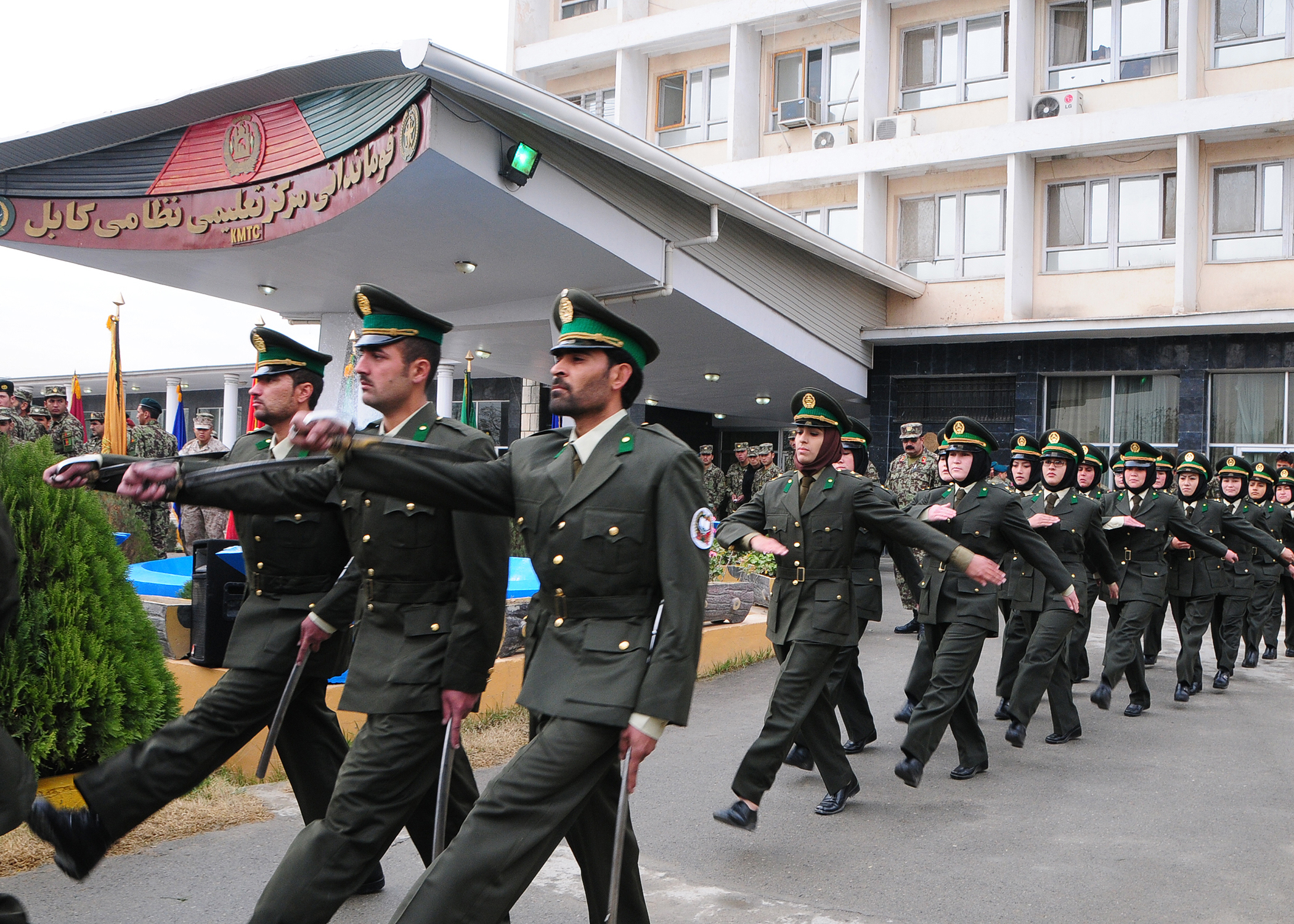
Les membres des Forces armées afghanes défilent au cours de leur cérémonie de remise des diplômes au Centre de formation militaire de Kaboul (CFMK) en 2011.

Le Centre de formation militaire de Kaboul (CFMK) est un centre de formation pour les Forces armées afghanes. Situé à environ 8 km à l'est de la périphérie de Kaboul, il organise les formations initiales, y compris les 16 semaines de formation commune d'infanterie,.
Le Centre de formation militaire de Kaboul est l'un des plus grands camps de formation initiale d'Afghanistan. En avril 2008, parmi les 70 000 Afghans qui avaient incorporé l'Armée nationale afghane (ANA), un tiers avait été formé au CFMK entre 2007 et 2008.
C'est une institution distincte de l'Académie militaire nationale d'Afghanistan (ANMA). Bien qu'ils soient tous deux situés à la périphérie de Kaboul, et une partie de la formation qu'ils dispensent étant interchangeable, le CFMK est un centre de formation régional alors que l'ANMA est une institution nationale.

## La formation de base
Le CFMK assure la formation initiale d'infanterie aux nouvelles recrues au cours d'un parcours de 16 semaines. Capable de former un bataillon de 615 hommes toutes les quatre semaines, il comprend environ 2 500 stagiaires en même temps.

### La formation en alphabétisation
Un axe majeur du développement de l'armée Afghane consiste à assurer l'alphabétisation des troupes. En 2009, moins de 35 % des recrues réussissait à passer la qualification initiale en raison du faible niveau d'alphabétisation. Les recrues n'étaient pas en mesure de lire correctement les instructions d'emploi et de réglages e des armes fournies par les pays occidentaux. Les recrues doivent désormais passer un module de formation d'au moins 64 heures comprenant lecture, écriture et calcul afin de passer leur première qualification et rejoindre leur unité.
Les recrues ont également la possibilité de poursuivre par un parcours de 128 heures supplémentaires afin d'atteindre la qualification de 2e niveau (total de 192 h). Pour atteindre le niveau 3, ils doivent encore suivre 120 heures de cours, soit un total de 312 h d'instruction de base.